# من به اندی وارهول شلیک کردم
من به اندی وارهول شلیک کردم (انگلیسی: I Shot Andy Warhol) یک فیلم مستقل بریتانیایی-آمریکایی در ژانر زندگی‌نامه‌ای، جنایی و درام به کارگردانی ماری هرون محصول سال ۱۹۹۶ است که رابطه والری سولاناس و اندی وارهول را مرور می‌کند.

## بازیگران
- لیلی تیلور
- جرد هریس
- استیون درف
- مارتا پلیمپتن
- لوتر بلوتو
- تانی ولچ
- دانوان
- مایکل امپریولی
- بیل سیج
- جیل هنسی
- کریگ چستر
- مارک مارگولیس
- آن دوانگ
- آنا تامسون
- دوناوان لیچ
- اریک میبیس
- گابریل مان
- جان وینتیمیلیا
- جاستین ثرو
- پیتر فریدمن
- لین کوئن
- ادواردو بالرینی
- جیمز کی. لیونز
- میشل هرست